# Brewer & Shipley
Brewer & Shipley sono un duo folk rock statunitense attivo dal 1967 al 1978 e nuovamente dal 1995.

## Formazione
Il duo è composto dai cantautori Mike Brewer (14 aprile 1944 - 17 dicembre 2024) e Tom Shipley.

## Discografia
- 1968 - Down in L.A.
- 1969 - Weeds
- 1970 - Tarkio
- 1971 - Shake Off the Demon
- 1972 - Rural Space
- 1974 - ST11261
- 1976 - Welcome to Riddle Bridge
- 1989 - Brewer and Shipley Greatest Hits
- 1993 - SHANGHAI
- 1997 - Archive Alive!
- 1997 - Heartland
- 2001 - One Toke Over the Line: The Best of Brewer & Shipley